# Rolo
Rolo là một đô thị ở tỉnh Reggio Emilia trong vùng Emilia-Romagna, có vị trí cách khoảng 60 km về phía tây bắc của Bologna và khoảng 25 km về phía đông bắc của Reggio Emilia.
Rolo giáp các đô thị: Carpi, Fabbrico, Moglia, Novi di Modena, Reggiolo.